# Kamenný Most
Kamenný Most és un poble i municipi d'Eslovàquia que es troba a la regió de Nitra, al sud-oest del país. Compta amb una població de 1038 habitants (2022).

## Història
La primera menció escrita de la vila es remunta al 1271.

## Demografia
| Godina             | 1994 | 2004   | 2014   | 2024   |
| ------------------ | ---- | ------ | ------ | ------ |
| Nombre de persones | 1068 | 1044   | 1047   | 1032   |
| Diferència         |      | −2,24% | +0,28% | −1,43% |

| Godina             | 2023 | 2024   |
| ------------------ | ---- | ------ |
| Nombre de persones | 1036 | 1032   |
| Diferència         |      | −0,38% |